# Neseis kirkaldyi
Neseis kirkaldyi är en insektsart som först beskrevs av Robert L. Usinger 1937.  Neseis kirkaldyi ingår i släktet Neseis och familjen fröskinnbaggar. Inga underarter finns listade i Catalogue of Life.